# Søren Søndergaard
Pour les articles homonymes, voir Søndergaard.
Søren Søndergaard, né le 16 août 1955 à Kyndby, est un enseignant, métallurgiste et homme politique danois. Député européen de 2007 à 2014, il est membre du Folketing depuis 2015 (après l'avoir déjà été de 1994 à 2005), affilié à la Liste de l'unité.

## Biographie
Søren Søndergaard entame une carrière d'ouvrier métallurgiste sur un chantiel naval en 1975. En 1983, il devient secrétaire pour le Parti socialiste des travailleurs. En 1988, il devient enseignant.
Il est candidat pour la Liste de l'unité, un mouvement issu de la fusion en 1989 du Parti socialiste des travailleurs et de deux autres partis, aux élections législatives de 1990 dans la circonscription de Bornholm, mais le parti de remporte pas de siège lors du scrutin. Il est candidat une nouvelle fois lors des élections de septembre 1994, cette fois-ci dans la circonscription de Copenhague et fait partie des six députés élus pour le parti. Il est réélu en 1998 et en 2001,.
Il est candidat aux élections européennes de 2004 sur la liste du Mouvement populaire contre l'Union européenne conduite par Ole Krarup. En neuvième position sur la liste, il remporte toutefois le deuxième plus grand nombre de voix parmi les candidats du parti, faisant de lui le premier suppléant de Krarup, seul à remporter un siège. Il n'est pas candidat à sa réélection lors des élections législatives de février 2005. Lors des élections municipales de novembre 2005, il est élu conseiller municipal de Gladsaxe.
En octobre 2006, Ole Krarup annonce que, pour des raisons de santé, il quittera le Parlement européen le 1er janvier 2007. En tant que premier suppléant du Mouvement populaire contre l'Union européenne, Søndergaard devient donc député européen. Il siège alors au sein du groupe GUE/NGL et de la commission du contrôle budgétaire.
En octobre 2008, il est désigné tête de liste de son parti pour les élections européennes de 2009. Lors du scrutin du 7 juin, sa liste remporte 7,2 % des suffrages et un siège. Après le scrutin, il siège au sein de la commission du contrôle budgétaire et de la commission des affaires constitutionnelles. Il fait également partie des treize membres de la commission spéciale sur la criminalité organisée, la corruption et le blanchiment de capitaux créée en 2012. En janvier 2013, il annonce qu'il ne sera pas candidat à un nouveau mandat de député européen lors des élections européennes de 2014. Il démissionne en février 2014, quelques mois avant la fin de la législature, et cède son siège à Rina Ronja Kari.
Après avoir annoncé ne pas se représenter au Parlement européen, il est investi par la Liste de l'unité comme candidat aux élections législatives dans la circonscription de la banlieue de Copenhague. Lors du scrutin du 18 juin 2015, il remporte un siège. Après le scrutin, il devient le porte-parole de son groupe parlementaire pour les affaires européennes, le sport, la culture, les médias et les droits de l'homme.
Il est réélu lors des élections législatives de juin 2019. Il remporte un nouveau mandat lors des élections législatives anticipées du 1er novembre 2022, à l'issue desquelles il devient le porte-parole de son groupe pour les affaires européennes, le développement international, la culture, les médias, et les affaires ecclésiastiques,.